# Elisabeth Mayer
Elisabeth Mayer (* 14. Oktober 1988 in St. Johann in Tirol) ist eine österreichische Biathletin.
Elisabeth Mayer lebt und trainiert in St. Johann. Sie startet für den örtlichen SK St. Johann und wird von Franz Berger Junior trainiert. 2003 begann sie mit dem Biathlonsport, seit 2004 gehörte sie dem Nationalkader ihres Landes an. Ihr internationales Debüt gab Mayer bei den Biathlon-Juniorenweltmeisterschaften 2005 in Kontiolahti, wo sie 30. des Einzels, 31. des Sprints, 34. der Verfolgung und mit Iris Waldhuber und Anna Hufnagl 12. des Staffelwettbewerbs wurde. 2006 wurde sie in Presque Isle 19. des Einzels, 24. des Sprints und Zehnte der Verfolgung. Mit Waldhuber und Hufnagl gewann sie zudem überraschend den Titel im Staffelrennen und agierte dabei als Schlussläuferin. In Martell nahm Mayer 2007 zum dritten und letzten Mal an Juniorenweltmeisterschaften teil, bei denen sie auf die Ränge elf im Einzel, 23 im Sprint, 16 in der Verfolgung und mit Hufnagl und Christina Gruber fünf im Staffelrennen belegte.
National war Mayer vor allem mit der Staffel Tirols bei den Österreichischen Meisterschaften erfolgreich. 2004 gewann sie erstmals an der Seite von Nicole Pfluger und Julia Kröll den Titel. 2005 wurde das Trio hinter der Vertretung der Steiermark Zweite. 2006 mit Martina Feichtner und 2007 mit Simone Posch, jeweils anstelle von Julia Kröll, gewann sie erneut die Titel.